# Sebečice
Sebečice (en allemand : Sebetschitz, précédemment : Sebeschitz) est une commune du district de Rokycany, dans la région de Plzeň, en République tchèque. Sa population s'élevait à 74 habitants en 2021.

## Géographie
Sebečice se trouve à 17 km au nord-est de Rokycany, à 28 km au nord-est de Plzeň et à 59 km à l'ouest-sud-ouest de Prague.
La commune est limitée par Hlohovice et Terešov au nord, par Drahoňův Újezd à l'est et au sud et par Vejvanov à l'ouest.

## Histoire
La première mention écrite du village date de 1359.

## Administration
La commune se compose de deux sections :
- Biskoupky
- Sebečice

## Galerie

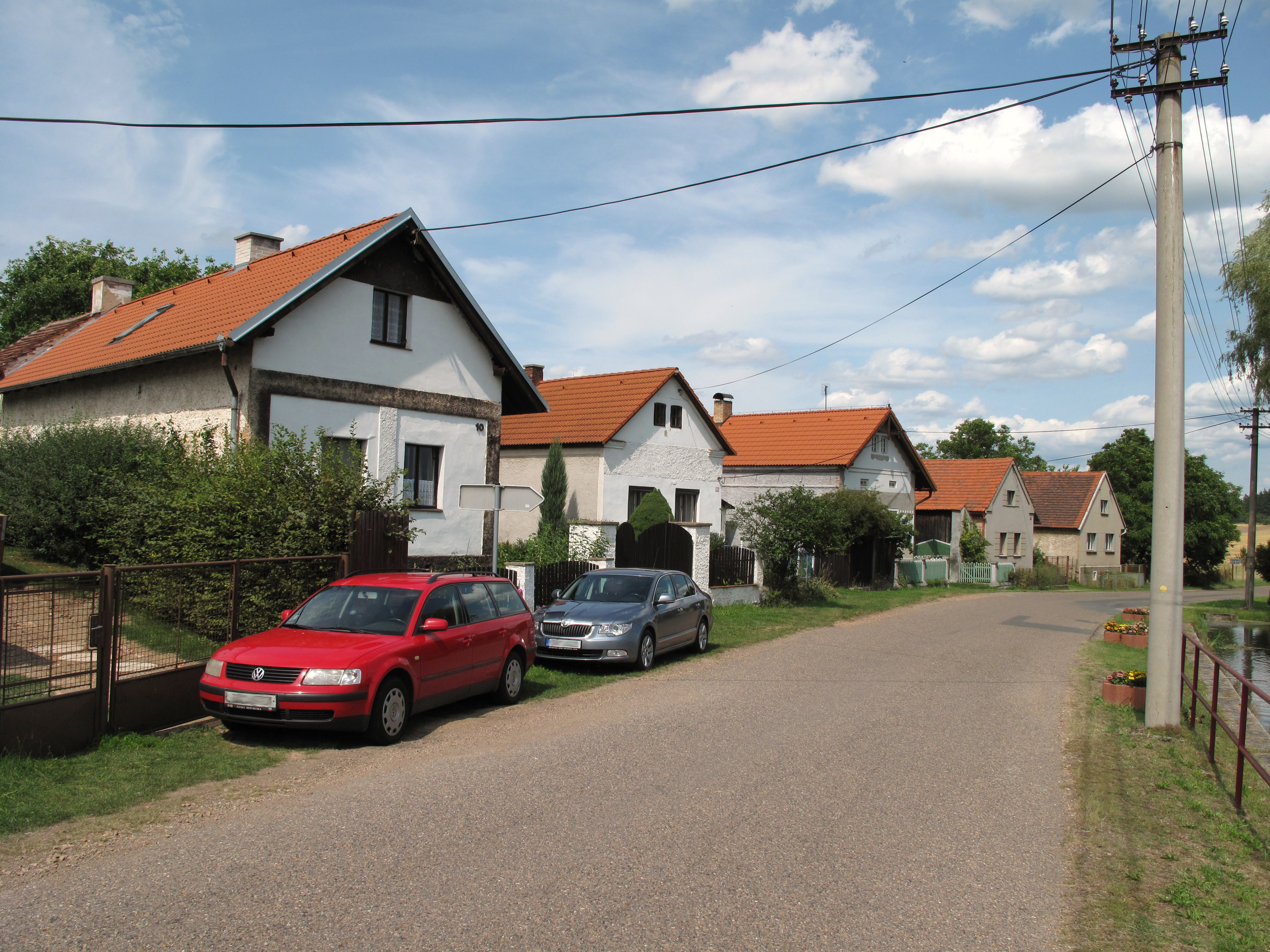
Hameau de Biskoupky.
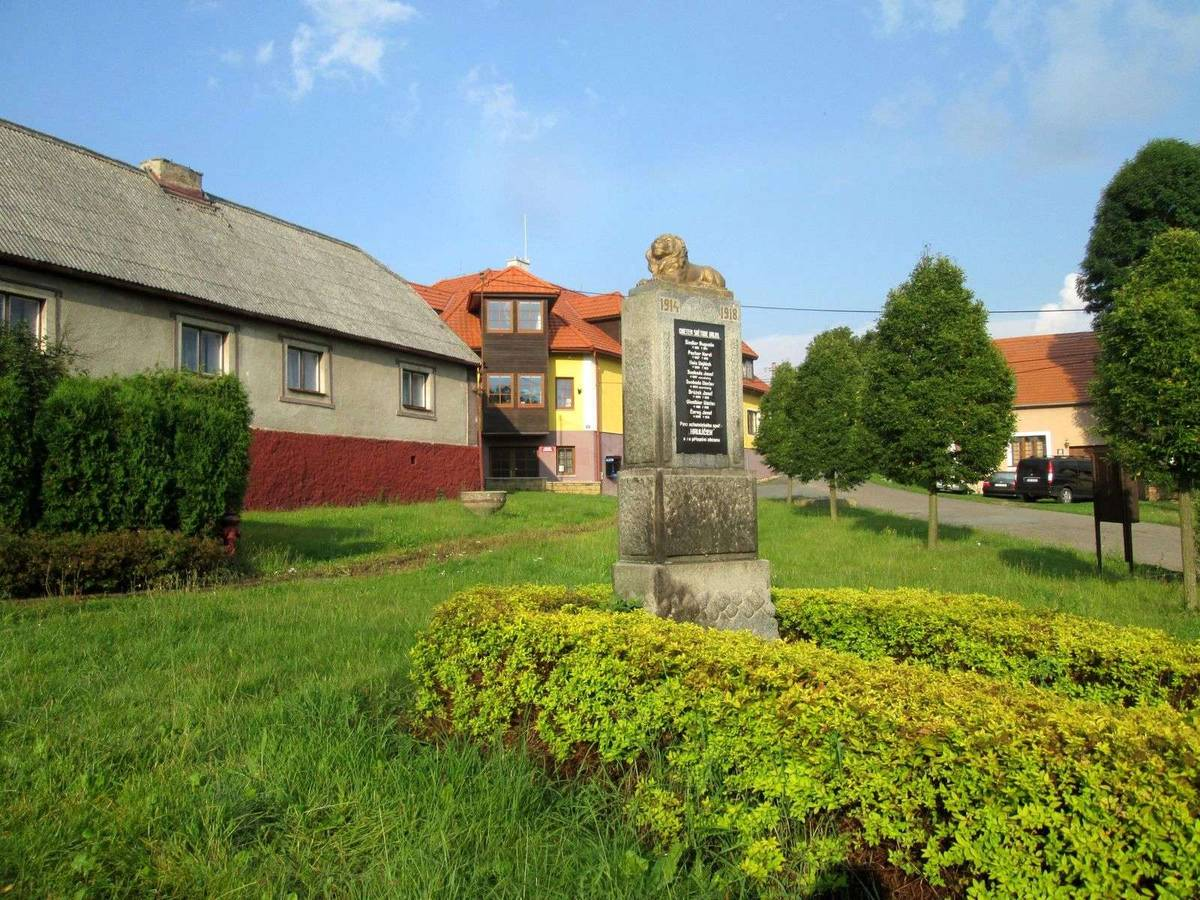
Sebedice : monument aux morts.

## Transports
Par la route, Sebečice se trouve à 8 km de Zbiroh, à 27 km de Rokycany, à 40 km de Plzeň et à 69 km de Prague. 